# Halle de Labruguière
La halle de Labruguière, ou « ancienne halle » est un ancien marché couvert situé à Labruguière, dans le Tarn, en région Occitanie.  

## Situation
Elle est située au croisement des rues Jean Jaurès et Lombards.

## Historique
Elle est construite en 1266 avec l'accord du seigneur de Labruguière Pierre II de Lautrec. Celui-ci a en effet accordé la même année différents privilèges aux Labruguiérois dont la possibilité d'avoir une halle commerciale. Elle est reconstruite en 1618, après que la première construction, principalement en bois, ne se soit écroulée.   
Elle était originellement bien plus grande, avant d'être absorbée par les habitations voisines (les piliers sont visibles dans les maçonneries). Il reste cependant cinq piliers visibles côté rue, ainsi qu'un corps de garde de 1789. 
Elle est restaurée en 1876. La halle de Labruguière est classée au titre des monuments historiques par arrêté 23 septembre 1977.